# Miruvor
Le miruvor est une boisson de fiction créée par l'écrivain britannique J. R. R. Tolkien, apparaissant dans le roman Le Seigneur des anneaux. C'est un cordial (un alcool fort) chaud et odorant, créé par les Elfes.

## Description et histoire
Dans le Seigneur des anneaux, l'Elfe Elrond, le seigneur de Fondcombe, offre une gourde de miruvor à Gandalf pour servir durant le voyage de la Communauté de l'Anneau. Gandalf en fait boire à trois reprises à ses compagnons lors de leur périple : une première fois aux hobbits au cours de la tempête de neige sur le mont Caradhras, une deuxième fois lorsque la Communauté est redescendue de la montagne, et une dernière fois à l'entrée de la mine de la Moria, après l'attaque du Guetteur invisible. Le breuvage donne à ceux qui en boivent « une nouvelle force au cœur […] un nouvel espoir et une nouvelle vigueur ».
Le nom miruvor apparaît également dans le Namárië, la complainte de Galadriel ; il y est traduit par « hydromel ».
Tolkien décrit plus en détail le miruvor dans The Road Goes Ever On : il s'agit d'une boisson consommée par les Valar en période de fête, dont les Eldar croient qu'elle est faite « à partir du miel des fleurs immortelles des jardins de Yavanna, bien qu'il fût clair et translucide ». Il fait également le lien avec le nectar de la mythologie grecque, interprétant le terme νέκταρ comme « qui vainc la mort ». Il faut cependant distinguer les deux miruvor : la boisson divine, dont les Eldar ignorent la nature exacte, et le cordial d'Imladris, « probablement produit simplement à partir de miel ».

## Étymologie
Le terme miruvor possède une origine unique, puisque Tolkien le conçut à partir de la langue gotique vers 1910. Partant des termes *midu et woþeis, il imagina toute une chaîne évolutive, passant par miðuwóþi, miðuwóði et miřuwóři et aboutissant à miruvóre. Il intégra ensuite ce terme à ses premières langues elfiques, proposant une étymologie basée sur miru « vin » et wóre « doux, sucré ».
Les notes postérieures à la publication du Seigneur des anneaux parues dans Parma Eldalamberon no 17 présentent une autre étymologie eldarine du mot miruvórë, le décomposant en mirwa « précieux, de valeur » (√mir « estimer, apprécier ») + wōri « jus » (√wor « exprimer, faire exsuder (par pression) ») ; Tolkien explique néanmoins qu'il s'agit d'une fausse étymologie (le terme wor n'existant en aucune langue elfique) et que le mot est en réalité d'origine valarine, dérivant de mirubhōze « vin de miel ». Cela correspond aux indications du texte « Quendi and Eldar », dans lequel Tolkien dérive miruvor du valarin mirubhōzē-, « dit être le début d'un mot plus long contenant l'élément mirub- "vin" ».

## Conception et évolution
À Foncombe, ce cordial est fabriqué par Erestor, chef des conseillers d'Imladris.

## Critique et analyse
À l'instar du lembas, comparé au pain de l'Eucharistie, certains critiques ont vu dans le miruvor une représentation du vin cérémoniel.